# Sveta Ana (jezero)
Jezero Sveta Ana (rumunjski: Lacul Sfânta Ana, mađarski: Szent Anna-tó) je slatkovodno kratersko jezero u Rumunjskoj.

## Opis
Jezero se nalazi u jednom od ugašenih vulkanskih kratera planine Ciomat, županija Harghita, blizu poznatog planinskog ljetovališta Băile Tușnad. Ono je dio Prirodnog rezervata Mohoș čiji teritorij obuhvaća još jedan krater (u kojemu se nalazi tresetna močvara Mohoș). Jezeru je moguće prići cestom iz sela Bixad. 
Površina jezera iznosi 220 tisuća m² te ima približno okrugli oblik. Korito jezera, krater nekadašnjeg vulkana je ljevkastog oblika. Voda sadrži nisku količinu planktona i soli (32 mg/l). Usprkos tome jezero djeluje mutno zbog crnkasto smeđeg taloga dna.
Porječje jezera ja maleno i uopće nije povezano s lokalnom mrežom vodotoka. Glavni izvor njegove vode je oborina, a nema ni izravnog oticanja. Voda može jedino procuriti kroz dna, ne bi li se pojavljivala u obliku izvora na srednjem dijelu vulkana.
Godišnja količina oborine kod jezera iznosi 600-700 mm. S obronaka dolazi još 1000-1500 mm, dok isparavanje iznosi oko 500 mm. Prema tim podatcima vodostaj bi se trebao povećavati za 0,5 mm godišnje, ali se on zbog podzemnog procurenja ipak smanjuje. Najveća dubina u 1867. bila je 12 metara, u 1907. godini 8,5 metara, a sada samo 7 metara. Tom procesu pridonosi i nataloženje korita i širenje vodene vegetacije. Po prognozama, jezero Sveta Ana će dijeliti sudbinu nekadašnjeg jezera Mohoș pa će od njega za nekoliko desetljeća preostati samo močvara.

## Legende o jezeru
Među najproširenijim  legendama o postanku neobičnoga jezera postoji ova inačica: 
U pradavna vremena je stajalo na mjestu današnjega Jezera Svete Ane visoko brdo, na čijem je vrhu stajao dvorac. Nasuprot njemu, jedan sat pješačenja daleko, je stajao na Idolovoj gori također silni zamak čije ruševine je moguće vidjeti i danas. U dvorcimasu živjeli dvojica braće: Gašpar i Saša, obojica oholi, gordi i puni zavisti, tako da se nisu podnosili. Složni su bili u tome, da su iskorištavali, ponižavali i mučili svoje podanike. Stalno su se takmičili i hvalisali, do ima više. U svojim podrumima su imali škrinje pune zlata i srebra.

Jednoga je dana stigao na Idolovo brdo noćni gospodin na divnoj kočiji, koja je bila ukrašena zlatom, srebrom i draguljima, a vuklo ju je šest vatrenih vranaca; zamolio je Sašu za prenoćište. Gospodar ga je rado primio, jer mu se vrlo sviđala kočija i konji te je odmah molio gosta, neka ih proda. Kao zamjenu mu je obećao sedam sela, ali gost o tome nije htio ni ćuti; makar mu je dosađivao, je ostao nepopustljiv. Kad je to uvidio vlasnik zamka, poslužio se lukavstva. Priredio je veliku zabavu, gdje je kockanjem pogodio kočiju. Drugoga dana si je uzeo za prvi zadatak, da posjeti svoga brata. Brat je bio vrlo zavidan poradi kočije; kladio se odmah, da će tekom jednoga dana nabaviti još sjajniju kočiju i to ne sa šestero nego s dvanaestero konja. 

Mlađi se brat sad našao na mukama: cio je dan razmišljao, odakle neka ipak nabavi izvanrednijih dvanaest atova. Najednom mu u glavu sine đavolska zamisao: zapovjedio je, neka u dvorište dovedu najljepše djevice iz okoline. Već za pola dana sabrali su preko stotinu jadnih djevojaka: najljepša među njima je bila neka Ana. Gašpar je izabrao najprvo nju, a zatim još jedanaest djevojaka i upregao ih u kola. Nježne djevojke nisu mogle kočije ni maknuti. Gospodara uhvatila neobuzdana srdžba te je bičem udario prvu u zaprezi, Anu. Iz snježnobijele kože šiknula je krv, i urlik bola je odjeknuo do visokih nebesa. Gospodara to nije ganulo: udario je Anu drugi put; tada ga je Ana proklela, neka propadne u zemlju. Nebo se odazvalo na kletvu: u tom hipu je nebo potamnjelo i za vrijeme strašnog bljeska i groma se je zamak porušio. Ruševine su propadale sve dublje, dok nije sve zalila voda te je nastalo jezero.

Kad je nevrijeme prošlo, na mirnoj vodi je plivalo dvanaest labudova. Usred jezera pak je u vrtlog htio uvući ptice strašni zmaj, u kojega se je pretvorio okrutni grof. 

Labudovi su sretno doplivali na obalu, otresli vodu te se pretvorili opet u djevojke. Sve su redom pohitale svojim kućama osim Ane, koja je sagradila na jezerskoj obali kapelu; u toj je ostatak svog života proživljavala u tihoj molitvi kao zahvalu za spas i zadovoljštinu za posljedice strašne kletve. Narod je brzo saznao za njen povučeni i pokornički život te počeo od svuda dolaziti do kapelice; zajedno su se počeli moliti s pobožnom djevojkom. Već za vrijeme njezina života su je smatrali sveticom; poslije njene blažene smrti su po njoj nazvali Jezero Svete Ane. Zli zmaj pak je obmanuo mnogo neopreznih momaka, te ih povukao u vrtlog, da su se udavili.
Jedna druga legenda tumači ime jezera na ovaj način:
Jedna djevojka po imenu Ana se je pripremala na vjenčanje s momkom, koji je bio doduše vrlo bogat, ali grubog značaja. U brak su je primorali roditelji, koje je zaslijepilo ženikovo bogatstvo. Na dan vjenčanja je ženin povezao nevjestu čamcem preko jezera. Kad je on veslao, ona – neplivačica – je iznenada iskočila u vodu i udavila se. Njeno mrtvo tijelo nije pronađeno sve do dana današnjega. U spomen na taj tragični događaj biskup 26. srpnja, na blagdan svete Ane, blagoslovi jezero, koje je po Ani dobilo svoje ime. Na taj dan su dolazila mnoštva hodočasnika – i do 30.000.

## Galerija slika
- Pozadina kapele
- Pogled na jezero sa šumom
- Kapela

## Vanjske poveznice
- Karta planine Ciomat  Arhivirana inačica izvorne stranice od 17. srpnja 2007. (Wayback Machine)
- Panorama slike o jezeru  Arhivirana inačica izvorne stranice od 16. ožujka 2007. (Wayback Machine)
- Drkuktart: mađarski: A Szent Anna-tó legendája; engleski: The legend of Lake Saint Anne (hrvatski: Legenda o Jezeru Svete Ane)
- Facebook: A Szent Anna-tó legendája (Legenda o Jezeru Sveta Ana)
- A Szent Anna-tó (Jezero Sveta Ana)  Arhivirana inačica izvorne stranice od 8. kolovoza 2014. (Wayback Machine)
- Nagy Márta, pszichológus: A legizgalmasabb erdélyi legendák (Psihologinja Marta Nagy: Najuzbudljivije transilvanske legende; među ostalima i legenda o Jezeru Svete Ane)  Arhivirana inačica izvorne stranice od 15. ožujka 2017. (Wayback Machine)
- Szabó Timea: A Szent Anna-tó és környékének háromdimenziós interaktív turistakalauza (Timea Szabó: Tridimenzionalni interaktivni turistički vodič Jezera Svete Ane s okolinom)  Arhivirana inačica izvorne stranice od 8. kolovoza 2014. (Wayback Machine)
- YouTube: A Szent Anna-to es kornyekenek 3d-es bemutatasa a terinformatika segitsegevel (3d prikaz Jezera Svete Ane s okolinom pomoću terinformatike
- Benedek Elek: A Szent Anna tó legendája (Elek Benedek: Legenda o Jezeru Sveta Ana)  Arhivirana inačica izvorne stranice od 26. lipnja 2014. (Wayback Machine)
- Nagy Árpád: Szent Anna-tó, Mohos-tõzegláp és Torjai Büdösbarlang! (Arpad Nagy: Jezero Sveta Ana, Močvara Mohos i Torjanski Smrdljivi brlog)  Arhivirana inačica izvorne stranice od 27. srpnja 2014. (Wayback Machine)
- Székelyföldi legendárium (Transilvanske legende)